# Noir c'est noir
Singles de Johnny Hallyday
Les Coups
(1966) La génération perdue
(1966)
Noir c'est noir est une chanson de Johnny Hallyday. Adaptation française par Georges Aber du titre Black Is Black (en) du groupe espagnol Los Bravos, elle sort en 1966. Noir c'est noir s'inscrit parmi les grands succès de son interprète.

## Histoire
Le succès de Noir c'est noir est immédiat lors de sa sortie. La chanson semble alors en adéquation avec l'état d'esprit de Johnny Hallyday, en proie à de nombreux problèmes personnels et professionnels. Le titre n'a pourtant rien d'autobiographique. En effet, lorsque Georges Aber adapte le hit Black Is Black de Los Bravos, c'est son ressenti, son passé et ses désillusions qu'il transcrit. Pour autant, c'est à l'intention de l'artiste qu'il écrit le texte. Ce dernier ne montre guère d'empressement à l'enregistrer et remet cela sans cesse à plus tard, malgré les insistances du parolier. 
Johnny Hallyday est en studio à Londres, du 1er au 9 septembre, pour des (nouvelles) sessions d'enregistrements de l'album à paraitre La Génération perdue. Après une séance de travail, Johnny Hallyday annonce qu'il va faire un essai sur Noir c'est noir, « juste une répétition, comme ça, pour voir. » Georges Aber a l'intuition qu'il va se passer quelque chose et fait signe à Lee Hallyday, réalisateur du disque, de l'enregistrer... Le groupe est prêt et Hallyday (ignorant le fait), chante dans les conditions du direct, d'un trait Noir c'est noir et avec une telle intensité que cette unique prise sera conservée.
Le 10 septembre, le chanteur est de retour à Paris, où il apprend par la presse que Sylvie Vartan (épousée depuis un peu plus d'un an tout juste), demande le divorce... Depuis son retour de l'armée, il a également de sérieux problèmes avec le fisc qui lui réclame un arriéré d'impôts important. Ce jour-là, Johnny Hallyday doit se produire à la Fête de l'Humanité. Quelques heures avant la représentation, il s'enferme dans la salle de bains de son appartement, avale des barbituriques, de l'eau de cologne et se taillade les veines du poignet droit. Découvert inanimé par son secrétaire Ticky Holgado, il est admis d'urgence à l'Hôpital Lariboisière. Dépressif, il suit une cure de sommeil dans une clinique.
Le 20 septembre, Noir c'est noir est sur les radios et le super 45 tours disponible chez les disquaires. Le disque, sur les quatre titres proposés, ne contient que deux chansons de Johnny Hallyday, les deux autres morceaux étant des instrumentaux de Mick Jones et Tommy Brown (respectivement guitariste, batteur et compositeur pour le chanteur). Daniel Lesueur met en évidence l'étrangeté de son contenu et pose la question de l'opportunité saisie par la maison de disques de profiter de l'actualité tragique du chanteur pour le diffuser à cet instant ? Georges Aber déclare que la chanson a été mixée sans sa participation.
Johnny Hallyday est de retour à Londres (du 30 septembre au 4 octobre), pour achever ses enregistrements. Le 13 octobre à Évreux, il entame une tournée de quelques dates en guise de répétition générale, en vue d'un tour de chant à l'Olympia de Paris, le 18 octobre, dans le cadre d'un Musicorama (Jimi Hendrix qu'il a découvert à Londres en août, assure la première partie). C'est un Johnny Hallyday amaigri que retrouve le public ; son tour de chant est profondément renouvelé, l'orchestre et le son également. Cet Olympia où s'impose particulièrement Noir c'est noir relance totalement sa carrière. Pour la première fois, il couple les titres Jusqu'à minuit (sorti au printemps 1966), Confessions (créé pour l'occasion) et Noir c'est noir. En 1967, à l'occasion d'un autre Olympia (avec Sylvie Vartan), il y joint la chanson Je suis seul. Ce trio Jusqu'à minuit / Je suis seul / Noir c'est noir (parfois nommé depuis sur les albums live « Medley rhythm 'n' blues » bien que chaque titre soit interprété dans son intégralité), va durablement s'imposer comme l'un des moments forts de ses prestations scéniques.

## Réception
Le titre est n°1 des ventes en France durant 4 semaines en octobre 1966 et s’écoule à plus de 200 000 exemplaires.

### Classements hebdomadaires
| Classement (1966)                       | Meilleure position |
| --------------------------------------- | ------------------ |
| France                                  | 1                  |
| Turquie                                 | 8                  |
| Belgique (Wallonie Ultratop 50 Singles) | 5                  |

## Discographie
20 septembre 1966 :
- 45 tours promo Philips 373877 : Noir c'est noir, La génération perdue
- 45 tours promo Philips 373881 : Noir c'est noir, Promenade dans la forêt de Brabant (instrumental)
- super 45 tours : Noir c'est noir, Promenade dans la forêt de Brabant, La génération perdue, Absolument Hyde Park (instrumental)

19 octobre 1966 :
- album La Génération perdue

En 1982, Johnny Hallyday réenregistre sur une nouvelle orchestration Noir c'est noir.

21 janvier 1982 :
- 45 tours Philips 6010471 : Noir c'est noir, La Musique que j'aime (version 82)
- Maxi 45 tours hors commerce Philips 6863176 : Noir c'est noir, La Musique que j'aime (id)

Discographie live :
- 1966 : Olympia 1966 (inédit parut en 2011)
- 1967 :  Olympia 67
- 1967 : Johnny au Palais des sports
- 1968 : Live Grenoble 1968 (inédit parut en 2012)
- 1976 : Johnny Hallyday Story - Palais des sports
- 1993 : Parc des Princes 1993
- 1998 : Stade de France 98 Johnny allume le feu
- 2000 : 100 % Johnny : Live à la tour Eiffel - Happy Birthday Live - Parc de Sceaux 15.06.2000 (inédit jusqu'en 2020)
- 2009 : Tour 66 : Stade de France 2009
- 2016 : Rester Vivant Tour
- 2019 : Les Vieilles Canailles Le Live (enregistré à Bercy en juin 2017, en trio avec Jacques Dutronc et Eddy Mitchell)

## Dans la culture populaire
En 2015, la chanson apparait dans le film américain The Walk : Rêver plus haut.

## Figure de style
En tant que figure de style, le titre de cette chanson est une anadiplose.